# Newport (Arkansas)
Newport é uma cidade localizada no estado americano de Arkansas, no Condado de Jackson.

## Demografia
Segundo o censo americano de 2000, a sua população era de 7811 habitantes.
Em 2006, foi estimada uma população de 7208, um decréscimo de 603 (-7.7%).

## Geografia
De acordo com o United States Census Bureau tem uma área de
34,5 km², dos quais 33,8 km² cobertos por terra e 0,7 km² cobertos por água. Newport localiza-se a aproximadamente 69 m acima do nível do mar.

## Localidades na vizinhança
O diagrama seguinte representa as localidades num raio de 24 km ao redor de Newport.